# PROBANK
PROBANK（プロバンク、PROgressive BANKing solution：プログレッシブバンキングソリューション）は、富士通が開発した金融機関向けの勘定系システムである。採用行がなくなったため稼働は終了している。「PROBANK」は富士通の登録商標。富士通の勘定系システムアウトソーシングサービスである「FUJITSU Financial Services Solution FSPS（FUJITSU Standard Platform Serviceの略）」についてもこの項目で扱う。

## 概要
富士通製メインフレームで稼働し、24時間365日連続運転機能の標準提供 、既存チャネル（営業店システム、ATM等）やサブシステムとの容易な接続、コスト削減などが特徴。同社は開発・運用を含めたアウトソーシングとして提案を行った。
富士通が1999年（平成11年）12月に発足させた「PROBANK研究会」における翌年2月時点での参加行は、地銀18行（東邦銀行、青森銀行、岩手銀行、大分銀行、群馬銀行、佐賀銀行、十八銀行、筑邦銀行、名古屋銀行、北陸銀行など）であった。東邦銀行を第1号ユーザーとして、同行のシステムをベースに基本設計や運用を共通化したものを開発し、それを各行向けにアレンジするという形を目指したが、当初から開発が難航し、1号ユーザーの東邦向けの開発が大幅に遅延。遅れを取り戻すために2号目以降のユーザーである全国の地銀にいたエンジニアを引き上げ、東邦に集結させて対応するという手段を取った。この事態を受け、自行の開発までもが遅れたことから参加行の提携解除が相次いだ。このうち北日本銀行は従前のシステムが危篤状態だったといわれ、2003年（平成15年）10月には「富士通が、十八銀行・筑邦銀行・佐賀銀行に対して“損失弁済金”を支払っていた」と報道された。
2011年（平成23年）9月の連休時にハードウェア更新を行い、第2世代のPROBANK（PROBANK-R2）が稼働。そのプライマリユーザーも東邦だった。2014年（平成26年）5月7日には、第1世代稼働行で唯一R2へ移行しなかった北都銀行がBeSTAcloudへ移行したため、第1世代のPROBANK稼働行はなくなった。
第2世代PROBANKのうち、東邦銀行は2024年（令和6年）1月にTSUBASAアライアンスの基幹系共同システムに移行。清水銀行と西京銀行は、2024年2月に清水がNTTデータのSTELLA CUBE、西京も同年度中に日本ユニシス（現・BIPROGY）のBankVisionへ移行すると発表し。2024年5月7日、両行は共に新システムに移行した。この結果、富士通が社運をかけて開発に臨んだPROBANKの利用行はゼロになった。富士通幹部は取材に「PROBANK自体に顧客はいないので、終了した」と述べている。

### 採用銀行
- 第1世代PROBANK稼働行
  - 東邦銀行（2003年9月 稼働開始[5]）→2011年9月、第2世代PROBANKへ移行済。
  - 清水銀行（2005年5月 稼働開始[6]）→2013年5月、PROBANKを更改（継続使用）し、第2世代PROBANKへ移行済。
  - 西京銀行（2006年1月 稼働開始）→2014年1月、第2世代PROBANKへ移行済。
  - 北都銀行（2006年5月 稼働開始）→2014年5月7日、BeSTAcloudへリプレースのため離脱[7]。これにより、事実上、第1次PROBANKは稼働終了した。
- 第2世代PROBANK(PROBANK-R2)稼働行
  - 東邦銀行（2011年9月20日 稼働開始[8]）→2017年10月10日に、富士通が新たに構築したアウトソーシングサービスFSPSに移行し業務アプリケーションはPROBANKを継続利用。
  - 清水銀行（2013年5月7日 稼働開始[9]）→2024年5月7日、NTTデータのSTELLA CUBEに移行[10][3]。
  - 西京銀行（2014年1月6日 稼働開始[11]）→2024年5月7日、BIPROGYのBankVisionに移行[12][3]。
- 第1次PROBANK採用撤回行
  - 北日本銀行（採用撤回[13]→NEXTBASE[14]）
  - 島根銀行（採用撤回→日本IBMへのアウトソーシング[15]→2025年を目処にSBI共同勘定系にリプレース）
  - 十八銀行、佐賀銀行、筑邦銀行 三行共同システム（2003年5月 採用撤回[16]→BankVision）

## FSPS
2017年（平成29年）1月、富士通は勘定系システムをアウトソーシングするサービスの「FUJITSU Financial Services Solution FSPS」を稼働させ、同月には滋賀銀行の独自勘定系システム、10月には東邦のPROBANKを移行した。
2024年（令和6年）1月にFSPS利用行の滋賀は日立製作所のオープン勘定系システム「OpenStage」、東邦はTSUBASAアライアンスの共同化システムに移行することになっていた。その後滋賀銀行はOpenStageへの移行が難航し、複数回にわたり予定を延期し、2024年12月にはOpenStageへの移行を断念した。
バックアップ系統のみのサービスとしてFSPS-DRがあり、みなと銀行が2015年10月に導入した。
- FSPS稼働金融機関
  - 滋賀銀行（2017年1月4日 稼働開始[22]）→2027年1月以降も更新して継続利用[20]
  - 東邦銀行（2017年10月10日 稼働開始）→2024年1月4日、TSUBASAアライアンスにリプレース[23]。
  - 城南信用金庫（2020年 稼働開始[24]）→2026年1月、しんきん共同センターに加盟[25]。